# Franz Xaver Schwarz
Franz Xaver Schwarz (Günzburg, 27 novembre 1875 – Ratisbona, 2 dicembre 1947) è stato un politico e funzionario tedesco, e alto ufficiale delle SS, e stato Reichsschatzmeister (Tesoriere nazionale) del Partito Nazionalsocialista Tedesco dei Lavoratori per la maggior parte della sua esistenza.

## Biografia
Xaver Schwarz nacque nella famiglia di un fornaio. Si diplomò al liceo di Günzburg. Dal 1894 al 1899 ha prestato servizio nel reggimento di fanteria della guardia bavarese. Nel 1900 divenne funzionario a Monaco di Baviera.
Durante la prima guerra mondiale a causa dei suoi problemi gastrici gli fu risparmiato il servizio sul campo di battaglia a partire dal 1916. Nel novembre 1914 venne promosso al grado di Tenente.
Dopo la guerra ha lavorato nuovamente come funzionario a Monaco di Baviera. Nel 1922 è stato uno tra i primi membri ad aderire al Partito Nazionalsocialista Tedesco dei Lavoratori. In seguito ha partecipato al Putsch di Monaco nel novembre 1923. Con la rifondazione del NSDAP il 27 febbraio 1925, è ritornato ad esserne membro con il numero 6. In seguito ha lasciato il suo lavoro di funzionario al municipio di Monaco di Baviera per divenire tesoriere nazionale del NSDAP il 21 marzo 1925. In questa carica ha ricostruito le funzioni amministrative e finanziarie del partito. È stato proprio lui a racimolare i soldi necessari per la pubblicazione dell'autobiografia di Adolf Hitler Mein Kampf. Nell'aprile-maggio 1930 ha finanziato l'acquisto della sede del NSDAP la Braunes Haus alla 45°Brienner Straße di Monaco di Baviera.
Dal 16 settembre 1931 in poi ha controllato tutte le faccende finanziarie del Partito Nazista. Nel 1933 è stato eletto al Reichstag per il distretto elettorale della Franconia, carica che ha mantenuto fino alla fine della seconda guerra mondiale. In seguito è stato nominato Reichsleiter (Leader del Reich), che rappresentava il secondo grado più alto nella gerarchia del Partito nazista. Hitler ha partecipato al suo 60º compleanno il 27 novembre 1935. Secondo le volontà di Hitler, in data 2 maggio 1938 era Schwarz che aveva l'unico compito di controllare i soldi nelle mani del partito.
Oltre ad essere tesoriere nazionale, Schwarz era responsabile dell'assegnazione dei numeri che rappresentavano i membri nella gerarchia del Partito nazista. Quando i membri del partito morivano o lasciavano il partito, i vecchi numeri non erano più utilizzati per i nuovi membri. Se i vecchi membri che avevano lasciato il partito decidevano di tornarne a far parte venivano identificati con dei nuovi numeri. Il Partito nazista era arrivato ad avere 8 milioni di iscritti nel 1945. Schwarz era indicato come un abile amministratore nel controllare le politiche del partito.
Nel giugno 1933, Schwarz era entrato a far parte delle SS con la tessera numero 38.500. Il 1º luglio 1933 gli fu conferito il grado di Obergruppenführer (Generale di corpo d'armata). In seguito fu uno dei soli 4 uomini delle SS ad essere promossi a Oberst-Gruppenführer (Generale d'armata).
Il 5 giugno 1944, fu decorato con la prestigiosa onorificenza della Croce al merito di guerra di I Classe con Spade, da Hitler in persona per il suo ruolo nel contrastare i bombardamenti su Monaco di Baviera tra il 24 e il 25 aprile dello stesso anno. In seguito diresse un battaglione di Volkssturm a Grunwald fino alla fine della guerra quando fu catturato dagli statunitensi.
Schwarz morì a causa dei suoi problemi gastrici il 2 dicembre 1947 mentre era detenuto in un campo d'internamento alleato a Ratisbona. Nel settembre del 1948 venne classificato postumo dalla corte di denazificazione di Monaco di Baviera come un "grande colpevole".